# IQ Близнецов
IQ Близнецов (лат. IQ Geminorum) — одиночная переменная звезда в созвездии Близнецов на расстоянии (вычисленном из значения параллакса) приблизительно 14 224 световых лет (около 4 361 парсек) от Солнца. Видимая звёздная величина звезды — от +13,5m до +12,5m.

## Характеристики
IQ Близнецов — красная пульсирующая медленная неправильная переменная звезда (LB) спектрального класса M5:. Эффективная температура — около 3297 К.